# Zhong Nanshan
Zhong Nanshan  (chino tradicional: 鍾南山, : 钟南山, : Zhōng Nánshān; Nankín, 20 de octubre de 1936) es un epidemiólogo y neumólogo chino que descubrió el SARS-CoV en 2003. Fue presidente de la Asociación Médica China de 2005 a 2009 y actualmente es el editor jefe del Journal of Thoracic Disease.
Ganó fama internacional por gestionar la pandemia de SARS en 2003 y fue famoso por refutar la línea oficial que minimizaba la gravedad de la crisis. Fue elegido uno de los 10 principales científicos de China en 2010. Durante la pandemia de Covid-19, originada en Wuhan, fue consultor en la gestión de la crisis.

## Biografía
Nacido en octubre de 1936 en el Hospital Céntrico de Nankín, era originario de Xiamen, Fujian. Estudió en la Universidad Médica de Pekín e hizo su formación en medicina interna en el Hospital Universitario. Completó su formación en el Hospital St. Bartholomew de Londres y en la Facultad de Medicina de la Universidad de Edimburgo entre 1979 y 1981, completada con un MD en 1981. Presidente de la Sociedad Torácica China en 2000, en 2005 fue nombrado presidente de la Asociación Médica China. Actualmente, es director del Instituto de Enfermedades Respiratorias de Guangzhou y editor jefe del Journal of Thoracic Disease.
Zhong descubrió la relación entre desnutrición proteica y DPOC y desarrolló una fórmula calibrada sobre el consumo de energía para pacientes con DPOC. Esta segunda decisión, sin embargo, era políticamente controvertida en la época. En febrero de 2003, el Centro Chino de Control y Prevención de Enfermedades ya había publicado la versión autorizada de que una chlamydiae normal era la causa directa de la neumonía atípica. De acuerdo con esa clasificación, la única manera legal para tratar pacientes con SARS era usar antibióticos. Sin embargo, Zhong, apoyándose en la observación de centenares de pacientes en Guangdong, estaba determinado a emplear el uso moderado de la cortisona. En una entrevista confesó que sus trabajos podían haber sido pasto para la difamación y la deshonra, pero que persistió porque confiaba en sus observaciones y juicios científicos sobre la enfermedad. Con el apoyo del gobierno local de Guangdong y los resultados positivos en el tratamiento del SARS, su método fue posteriormente utilizado como protocolo normalizado para el tratamiento de todos los pacientes con SARS en China. Cuando los delegados de la OMS, liderados por el Dr. Evans, visitaron China en abril de 2004, Zhong presentó las características del SARS, así como el método de tratamiento y prevención en China. Su presentación fue bien recibida y sus métodos fueron ampliamente utilizados en el combate contra el síndrome respiratorio agudo grave en todo el mundo.

## Vida personal

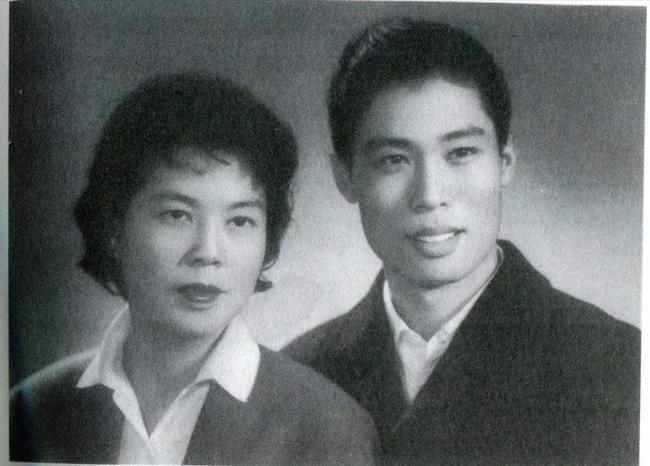
Zhong Nanshan y Li Shaofen en 1963

Zhong fue un excelente atleta universitario la década de 1950. A través del deporte, conoció a zh, una de las mejores jugadoras chinas de baloncesto. Se casaron el 31 de diciembre de 1963. Ellos tienen dos hijos: hijo Zhong Weide e hija Zhong Weiyue. Zhong Weide es médico y Zhong Weiyue es nadador.